# Hedingia californica
Hedingia californica is een zeekomkommer uit de familie Caudinidae.
De wetenschappelijke naam van de soort werd in 1894 gepubliceerd door Hubert Ludwig.